# Orde van Sint Carlo
De Orde van Sint Carlo, in het Spaans "Orden de San Carlos" geheten is een Colombiaanse ridderorde. De orde werd op 16 augustus 1954 ingesteld en wordt verleend voor bijzondere verdiensten voor de internationale relaties en diplomatieke verdienste.

## De graden
- Ordeketen
- Grootkruis met Gouden Ster
- Grootkruis
- Grootofficier
- Commandeur
- Officier
- Ridder

Het lint is donkergroen met een smalle dubbele gele biezen.
Prins Bernhard der Nederlanden was Grootkruis der Eerste Klasse in de Orde van Boyacá van Colombia en Grootkruis in de Orde van Sint Carlo, zie de Lijst van onderscheidingen van prins Bernhard der Nederlanden.